# شيهانة
شيهانة، ممثلة ومذيعة سعودية.

## عنها
في بدايتها عملت كمذيعة ومعدة برامج لثلاث سنوات منذ عام 2007، اكتشفها المنتج عبد الله العامر وفي عام 2010 قدمها بدوراً في مسلسل هوامير الصحراء 2 ثم استمرت بالتمثيل بأعمال أخرى مع عدد من الفنانين منهم فايز المالكي وتركي اليوسف وحسن عسيري، اعتزلت الفن عام 2013.

## أعمالها
- هوامير الصحراء 2.
- المجهولة.
- سكتم بكتم 4.
- ملف علاقي.
- من عيوني.
- ايام وليالي.
- صح عليك.
- شباب البومب 2.
- فايف جي.
- السلطانة.
- بنق.

## وصلات خارجية
- شيهانة على موقع قاعدة بيانات الأفلام العربية